# Melittia
Melittia là một chi bướm đêm thuộc họ Sesiidae.

## Các loài
- Melittia eurytion (Westwood, 1848)
- Melittia formosana  Matsumura, 1911
  - Melittia formosana formosana Matsumura, 1911
  - Melittia formosana nagaii Arita & Gorbunov, 1997
- Melittia gephyra  Gaede, 1933
- Melittia inouei  Arita & Yata, 1987
- Melittia sangaica  Moore, 1877
  - Melittia sangaica sangaica Moore, 1877
  - Melittia sangaica nipponica Arita & Yata, 1987
- Melittia arcangelii  Giacomelli, 1911
- Melittia bergii  Edwards, 1883
- Melittia brabanti  Le Cerf, 1917
- Melittia butleri  Druce, 1883
- Melittia chimana  Le Cerf, 1916
- Melittia combusta (Le Cerf, 1916)
- Melittia cyaneifera  Walker, 1856
- Melittia eichlini  Friedlander, 1986
- Melittia faulkneri  Eichlin, 1992
- Melittia funesta  Le Cerf, 1917
- Melittia gilberti  Eichlin, 1992
- Melittia hervei  Le Cerf, 1917
- Melittia imperator  Rothschild, 1911
- Melittia josepha  Le Cerf, 1916
- Melittia lagopus  Boisduval, [1875]
- Melittia latimargo  Butler, 1874
- Melittia louisa  Le Cerf, 1916
- Melittia nigra (Le Cerf, 1917)
- Melittia oberthueri  Le Cerf, 1916
- Melittia pauper  Le Cerf, 1916b
- Melittia powelli Le Cerf, 1917
- Melittia pulchripes  Walker, 1856
  - Melittia pulchripes pulchripes Walker, 1856
  - Melittia pulchripes dangeloi Köhler, 1941
- Melittia rufescens (Le Cerf, 1916)
- Melittia rugia  Druce, 1910
- Melittia scoliiformis  Schade, 1938
- Melittia smithi  Druce, 1889
- Melittia sulphureopyga  Le Cerf, 1916
- Melittia superba  Rothschild, 1909
- Melittia tayuyana  Bruch, 1941
- Melittia umbrosa  Zukowsky, 1936
- Melittia xanthopus  Le Cerf, 1916
- Melittia abyssiniensis  Hampson, 1919
- Melittia acosmetes  Hampson, 1919
- Melittia auriplumia Hampson, 1910
- Melittia aureosquamata (Wallengren, 1863)
- Melittia aurociliata (Aurivillius, 1879)
- Melittia azrael  Le Cerf, 1914
- Melittia boulleti  Le Cerf, 1917
- Melittia chalconota  Hampson, 1910
- Melittia chrysobapta  Hampson, 1919
- Melittia congoana  Le Cerf, 1916
- Melittia ectothyris  Hampson, 1919
- Melittia endoxantha  Hampson, 1919
- Melittia haematopis  Fawcett, 1916
- Melittia houlberti  Le Cerf, 1917
- Melittia hyaloxantha Meyrick, 1928
- Melittia laboissierei  Le Cerf, 1917
- Melittia laniremis (Wallengren, 1859)
- Melittia lentistriata  Hampson, 1919
- Melittia oedipus  Oberthür, 1878
- Melittia pyropis  Hampson, 1919
- Melittia rufodorsa  Hampson, 1910a
- Melittia tibialis (Drury, 1773)
- Melittia usambara  Le Cerf, 1917
- Melittia xanthogaster  Hampson, 1919
- Melittia afonini  Gorbunov & Arita, 1999
- Melittia amboinensis  Felder, 1861
- Melittia astarte (Westwood, 1848)
- Melittia bella  Arita & Gorbunov, 1996
- Melittia binghami  Niceville, 1900
- Melittia burmana  Le Cerf, 1916b
- Melittia callosoma  Hampson, 1919
- Melittia celebica  Le Cerf, 1916
- Melittia chalciformis (Fabricius, 1793)
- Melittia chrysogaster  Walker, [1865]
- Melittia congruens  Swinhoe, 1890
- Melittia cristata  Arita & Gorbunov, 2002
- Melittia cucphuongae  Arita & Gorbunov, 2000
- Melittia dichroipus  Hampson, 1919
- Melittia distincta  Le Cerf, 1916
- Melittia distinctoides  Arita & Gorbunov, 2000
- Melittia erythrina  Diakonoff, 1954
- Melittia ferroptera  Kallies & Arita, 1998
- Melittia flaviventris  Hampson, 1919
- Melittia fulvipes  Kallies & Arita, 2004
- Melittia gigantea  Moore, 1879
- Melittia gorochovi  Gorbunov, 1988a
- Melittia hampsoni  Beutenmüller, 1894
- Melittia indica  Butler, 1874
- Melittia javana  Le Cerf, 1916
- Melittia kulluana  Moore, 1888
- Melittia leucogaster  Hampson, 1919
- Melittia luzonica  Gorbunov & Arita, 1996
- Melittia madureae  Le Cerf, 1916
- Melittia meeki  Le Cerf, 1916
- Melittia moluccaensis  Hampson, 1919
- Melittia moni  de Freina, 2007
- Melittia necopina  Kallies & Arita, 2004
- Melittia nepalensis  Gorbunov & Arita, 1999
- Melittia nepcha  Moore, 1879
- Melittia newara  Moore, 1879
- Melittia nilgiriensis  Gorbunov & Arita, 1999b
- Melittia notabilis  Swinhoe, 1890
- Melittia pellecta  Swinhoe, 1890
- Melittia pijiae  Arita & Kallies, 2000
- Melittia phorcus (Westwood, 1848)
- Melittia propria  Kallies & Arita, 2003
- Melittia proxima  Le Cerf, 1917
- Melittia romieuxi  Gorbunov & Arita, 1996
- Melittia rutilipes  Walker, [1865]
- Melittia senohi  Arita & Gorbunov, 2000
- Melittia siamica  Walker, [1865]
- Melittia simonyi  Rebel, 1899
- Melittia staudingeri  Boisduval, [1875]
- Melittia strigipennis  Walker, [1865]
- Melittia sukothai  Arita & Gorbunov, 1996
- Melittia sumatrana  Le Cerf, 1916
- Melittia suzukii  Gorbunov & Arita, 1999
- Melittia tabanus  Le Cerf, 1916b
- Melittia taiwanensis  Arita & Gorbunov, 2002
- Melittia tigripes  Diakonoff, 1954
- Melittia uenoi  Arita & Gorbunov, 2000
- Melittia volatilis  Swinhoe, 1890
- Melittia xanthodes  Diakonoff, 1954
- Melittia chalybescens  Miskin, 1892
- Melittia doddi  Le Cerf, 1916
- Melittia calabaza  Duckworth & Eichlin, 1973
- Melittia cucurbitae (Harris, 1828)
- Melittia gloriosa  Edwards, 1880
- Melittia grandis (Strecker, 1881)
- Melittia khmer  Le Cerf, 1917
- Melittia magnifica  Beutenmüller, 1900
- Melittia snowii  Edwards, 1882

## Hình ảnh

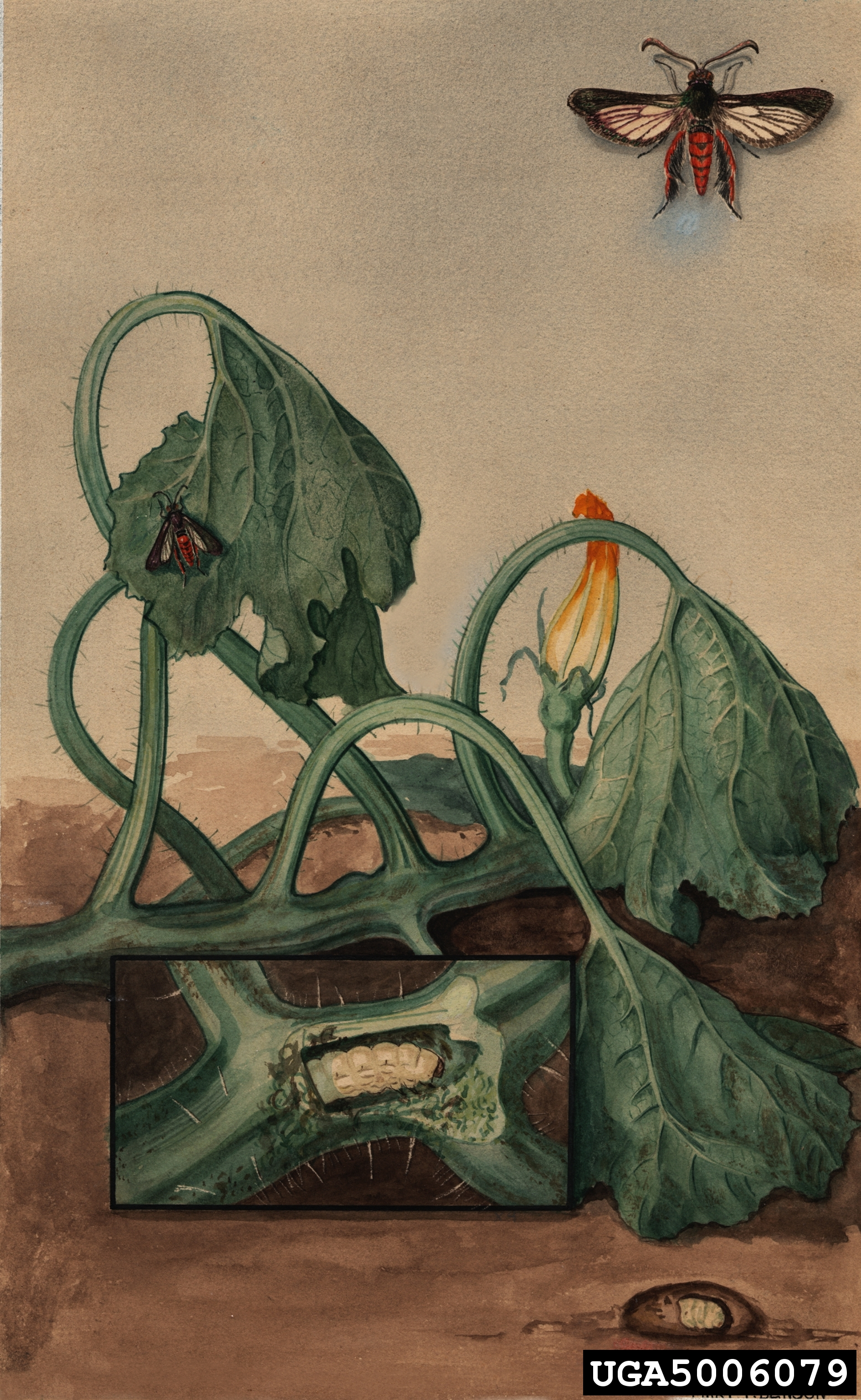